# Elaphria agrotina
Elaphria agrotina är en fjärilsart som beskrevs av Achille Guenée 1852. Elaphria agrotina ingår i släktet Elaphria och familjen nattflyn. Inga underarter finns listade i Catalogue of Life.